# Keystone AG
A Keystone AG svájci fotóügynökség, amelynek hatvan százaléka az osztrák hírügynökség, az Austria Presse Agentur (APA) tulajdonában van.
A Keystone céget 1953-ban alapították. Az ügynökség számos világhírű fotográfust képvisel, és a svájci hír- és stockfotópiac vezetője.
Hálózata tíz regionális fiókból áll, több mint húsz főállású és számos szabadúszó fotóriportert alkalmaz. Előfizetője valamennyi svájci napilap, és a hetilapok, folyóiratok, internetes újságok, televíziós hálózatok jelentős része. Vásárlói között szerepelnek a reklámügynökségek, a nagyobb bankok, biztosítótársaságok, ipari cégek.
A Keystone hírfotókat és különböző témákban készült stockfotókat, történelmi fényképeket kínál. Gyűjteményében több mint kétmillió fotó érhető el digitális formában, további 11 millió fénykép található az archívumában.
A cég hatvan százaléka 2008. január 1-je óta az osztrák hírügynökség, az Austria Presse Agentur tulajdonában van. A fennmaradó tulajdonhányad a Schweizerische Depeschenagentur (sda) svájci sajtóügynökségé. A cég éves bevétele nagyjából tízmillió euró volt a 2007-es év környékén.